# Вімблдонський турнір 1877
Вімблдонський турнір 1877 — перший розіграш Вімблдону і водночас перший офіційний тенісний турнір в історії. Змагання проходили 9-19 липня на кортах Всеанглійського клубу лаун-тенісу і крокету. Чемпіонат проходив тільки в одній дисципліні — чоловічому одиночному розряді, у якому взяли участь 22 спортсмени. На фіналі були присутні 200 глядачів, які заплатили за вхід один шилінг. Призовий фонд склав 12 гіней, а переможець також отримав срібний кубок, оцінений у 25 гіней. Першим чемпіоном Вімблдону став Спенсер Гор, який у 48-хвилинному фіналі переміг Вільяма Маршала.

## Турнір

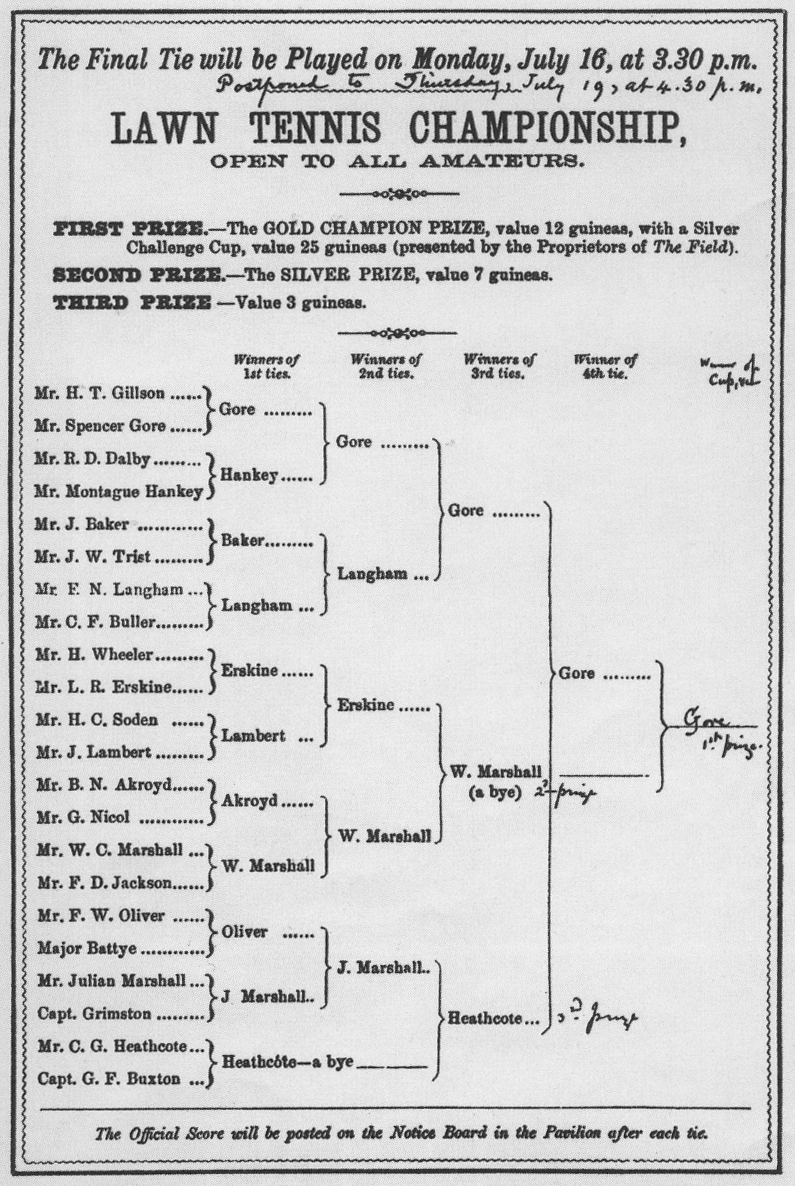
Турнірна сітка Вімблдону 1877

Жеребкування для 22 учасників було проведено у суботу, 7 липня 1877 року. Г. Т. Ґіллсон став першим в історії тенісистом, який був посіяний на офіційному турнірі. Змагання почалися у понеділок, 9 липня. Невідомо, хто із гравців першим ударив по м'ячу, але в перший день було зіграно усі 10 матчів першого раунду. Ф. Н. Ленгем, тенісист із Кембриджа пройшов до наступного раунду без гри, оскільки К. Ф. Баллер не з'явився на матч. Джуліан Маршал став першим гравцем, який виграв у 5-сетовому матчі, коли він відігрався з рахунку 0-2 у Капітана Грімстона. П'ять матчів другого раунду були зіграні у вівторок. Чарльз Гізкот пройшов далі без боротьби. Дж. Ламберт став першим гравцем, який знявся по ходу матчу, — після програних двох сетів Л. Р. Ерскіну. Джуліан Маршал знову виграв 5-сетовик, цього разу у Ф. В. Олівера.
Третій раунд відбувся у середу, і залишилося три гравці для участі у півфіналах, які були заплановані на четвер. Щоб вирішити цю проблему, відбулося жеребкування і 28-річний Вільям Маршал отримав перепустку у фінал, де зіграв зі Спенсером Гором, який переміг у півфіналі Чарльза Гізкота. Фінал було перенесено з п'ятниці на понеділок, 16 липня, через крикетний матч між коледжами. У понеділок ішов дощ, тому фінал знову було відкладено. Він відбувся у четвер, 19 липня, о 16:30 за лондонським часом, хоча корт і досі був слизьким. На трибунах було 30 місць для сидіння, центральний корт тоді іще не було побудовано. Матч тривав 48 хвилин, і Спенсер Гор, 27-річний гравець у рекетс із Вондсворту, переміг Вільяма Маршала у трьох сетах, які тривали 15, 13 і 20 хвилин відповідно. Гор був фахівцем у гри біля сітки і перемагав гравців, які надавали перевагу грі на задній лінії. У ті часи його стиль гри вважався неспортивним.

## Чоловіки, одиночний розряд

### Фінал
Спенсер Гор переміг  Вільяма Маршала, 6-1, 6-2, 6-4
- Це був єдиний титул Гора на Турнірах Великого шолома.

### Матч за друге місце
Вільям Маршал переміг  Чарльза Гізкота 6-4, 6-4